# Đặng Thị Huệ
Đặng Thị Huệ (chữ Hán: 鄧氏惠, ?-?), thông gọi Đặng Tuyên phi (鄧宣妃), là một cung tần của chúa Trịnh Sâm, và là mẹ của vị chúa tiếp theo Trịnh Cán. Trong hậu phủ chúa Trịnh, bà được đánh giá là một giai nhân bậc nhất của phủ chúa và cũng rất được chúa Trịnh Sâm sủng ái.
Theo Từ điển Lịch sử nhân vật Việt Nam, thì bà là một người đã gây ra nhiều tai ách trong phủ chúa Trịnh và triều đình Hậu Lê, ảnh hưởng tiêu cực đến tình hình chính trị – xã hội Đàng Ngoài. Cuộc đời bà trở thành đề tài của nhiều giai thoại, chủ yếu nói về nhan sắc tuyệt đẹp của bà đã làm ảnh hưởng đến chúa Trịnh Sâm, một trong những chúa Trịnh đáng chú ý nhất vào thời kì cuối của họ Trịnh. Bà đã dùng nhiều thủ đoạn chính trị, như liên kết với Huy quận công Hoàng Đình Bảo, gạt đi thế lực của người con trai trưởng là Trịnh Khải, gây nên Nạn kiêu binh làm sụp đổ chính quyền Lê – Trịnh.
Cuộc đời bà được tái hiện qua Hoàng Lê nhất thống chí của Ngô gia văn phái, đặc biệt là bộ phim Đêm hội Long Trì dựa theo bộ tiểu thuyết cùng tên của Nguyễn Huy Tưởng.

## Thân thế
Đặng Thị Huệ quê ở làng Trà Hương, huyện Phù Đổng, trấn Kinh Bắc, nay thuộc huyện Gia Lâm. Bà là con nhà thường dân nghèo khổ, có một người em trai là Đặng Lân. Thị Huệ làm nghề hái chè kiếm sống, nổi tiếng có sắc đẹp nhất vùng.
Khi vào phủ chúa, Đặng Thị Huệ vốn chỉ là nữ tỳ. Một hôm, tiệp dư Trần Thị Vịnh sai nữ tỳ Đặng Thị Huệ bưng một khay hoa đến trước nơi chúa ngồi. Đặng Thị Huệ mắt phượng mày ngài, vẻ người mười phần xinh đẹp. Chúa nom thấy rất bằng lòng, bèn tư thông với nàng. Từ đó, Đặng Thị Huệ càng ngày càng được chúa yêu quý, nói gì chúa cũng nghe và hễ có việc gì là chúa cũng bàn với Huệ. Rồi sau đó được ở liền một nơi với chúa, y như một cặp vợ chồng nhà thường dân. Xe kiệu, quần áo của Huệ cũng đều được sắm sửa hệt như đồ dùng của chúa. Đặng Thị Huệ từ lúc được nhà chúa chiều chuộng, hơi có vẻ lộng hành. Hễ có chuyện gì không vừa ý, là Huệ xây xẩm mặt mày, rồi kêu khóc thảm thiết để làm rối lòng chúa.
Kịp đến khi Đặng Thị Huệ có mang, chúa liền sai người đi lễ khắp trăm thần để cầu sinh con thánh. Năm Đinh Dậu (1777), Đặng Thị Huệ lại sinh hạ một người con trai, tên là Trịnh Cán (1777 – 1782), nên càng được chúa sủng ái, lập làm Tuyên phi.
Trước đó, một cung tần khác là Dương Thị Ngọc Hoan, được vào hầu chúa Trịnh Sâm đã sinh một con trai là Trịnh Khải (tên cũ là Tông, 1763 – 1786).

### Mưu đoạt ngôi chính
Được chúa yêu, Đặng Thị Huệ bèn hỏi con gái chúa là Công nữ Ngọc Lan cho em trai mình là Đặng Mậu Lân, vốn là người có tính hung bạo, dâm dật và càn rỡ. Nhưng chúa cũng nghe theo, khiến Sử Trung hầu bị Mậu Lân chém chết trong việc bảo vệ Ngọc Lan.
Biết chúa rất sủng ái mình, Đặng Thị Huệ ngày đêm mưu tính việc giành lấy ngôi vị Thế tử cho con trai.
Đề cập đến ngôi vị vương giả này, sách Hoàng Lê nhất thống chí có đoạn:
Theo lệ cũ, người con trai nối ngôi chúa hễ đến mười hai tuổi thì phải ra ở Đông cung. Bấy giờ các quan cũng có tâu trình việc ấy; song chúa không cho, chỉ cho Thế tử (Trịnh Khải) đến ở nhà riêng của Hân quận công (Nguyễn Đĩnh). Như vậy, ngôi Đông cung vẫn bỏ trống, như có ý chờ đợi người khác. Đến năm Thế tử mười lăm tuổi, thì con nhỏ là vương tử Cán ra đời, chúa hết sức yêu dấu đứa con nhỏ đó. Ba năm sau, Thế tử đúng mười tám tuổi, đáng được mở phủ riêng; nhưng bấy giờ các quan chẳng ai dám tâu bày, mà chúa cũng không hề nhắc tới việc ấy. Như thế là người nối ngôi vẫn chưa định, nên lòng người rất phân vân. Hễ ai thuộc về Thế tử Tông (tức Trịnh Khải) thì hùa theo Thế tử Tông, ai thuộc đảng Thị Huệ thì vào phe vương tử Cán. Trong phủ chúa dần dần sinh ra bè nọ cánh kia. Hoàng Lê nhất thống chí tập I (tr.15-16).
Kể từ đó, một mặt bà bí mật sai thuộc hạ thân tín, sớm tối thêu dệt đủ mọi chuyện xấu vu cho Trịnh Khải; mặt khác, bà liên kết với Huy Quận công Hoàng Đình Bảo để cùng mưu sự.
Phía Trịnh Tông cũng có lực lượng hậu thuẫn. Hậu quả của cuộc tranh giành quyền lực này đã gây ra hai vụ biến động lớn là Vụ án năm Canh Tý và cuộc nổi dậy của lính Tam phủ.

#### Thắng thế
Bài chính: Vụ án năm Canh Tý
Tháng 8 năm Canh Tý (1780), lúc ấy có tin đồn rằng chúa Trịnh Sâm bị bệnh rất nặng, Trịnh Khải bèn bàn mưu với gia thần là Đàm Xuân Thụ, Thế Thọ, Thẩm Thọ và Vĩnh Vũ bí mật sắm sửa vũ khí, chiêu tập dũng sĩ, để chờ thời cơ. Ngoài ra, Trịnh Khải còn ngầm liên kết với Trấn thủ Sơn Tây là Hồng lĩnh hầu Nguyễn Khản, Trấn thủ Kinh Bắc là Tuân sinh hầu Nguyễn Khắc Tuân để sẵn sàng hỗ trợ.
Việc mưu sự, bị Cấp sự trung Nguyễn Huy Bá biết được, ngầm kể với Tuyên phi. Chớp lấy thời cơ, bà liền đem việc đó bàn với Quận Huy (tức Hoàng Đình Bảo). Quận Huy bảo Huy Bá viết bức kín, rồi ông tự ý bỏ vào tay áo, đi đến phủ chúa, đuổi hết những người chung quanh, đem thư ra trình...
Kết cuộc, phe Đặng Thị Huệ thắng thế. Theo sách Hoàng Lê nhất thống chí, thì có ba đại thần theo phe Trịnh Khải đều phải mất mạng: Khê Trung hầu, Tuân Sinh hầu (Nguyễn Khắc Tuân) đều uống thuốc độc tự tử, Nguyễn Quốc Tuấn (thuộc hạ của Khắc Tuân) bị án chém; còn Trịnh Khải bị quản thúc ngặt trong một ngôi nhà ba gian.
Theo sách Khâm định Việt sử thông giám cương mục (gọi tắt là Cương mục) thì: Đàm Xuân Thụ bị giết, Nguyễn Lệ và Nguyễn Khắc Tuân bị tống giam vào ngục, hoạn quan Nguyễn Phương Đĩnh (hoặc Định) bị kết tội nuôi dưỡng Trịnh Khải không nên người, bị lột hết chức tước và đuổi về làng; còn Trịnh Khải bị giáng xuống làm con út và bị quản thúc trong nội phủ.
Ngay trong năm này, mặc dù Trịnh Cán chỉ mới 4 tuổi vẫn được lập làm Thế tử, và Quận Huy được cử làm A phó để phò tá.
Tháng 9 năm Nhâm Dần (1782), Trịnh Sâm mất, Trịnh Cán được nối ngôi chúa, hiệu là Điện Đô Vương. Tuyên phi trở thành Vương Thái phi. Vốn là cô thôn nữ hái chè, nay một bước lên làm bà chúa, tục dân gian quen gọi là Bà Chúa Chè.
Thuận theo lời tâu của Quận Huy, vua Lê Hiển Tông cho Tuyên phi được nhiếp chính, thay ấu chúa Điện Đô vương quyết định mọi chuyện. Kể từ đó, liên minh Tuyên phi – Quận Huy nắm hết mọi việc trong ngoài.
Do chúa mới là Trịnh Cán hãy còn thơ ấu, sức khỏe lại ngày càng tồi tệ; trong khi đó, liên minh trên ngày càng chuyên quyền và mối quan hệ của họ có phần không minh bạch, nên trong và ngoài triều có lắm người thầm ghét và có ý ngờ. Theo sách Hoàng Lê nhất thống chí, bởi vậy, lúc bấy giờ, có câu ca dao được truyền miệng rằng: 
Trăm quan có mắt như mờ,
Để cho Huy quận vào sờ chính cung.

#### Gặp nạn kiêu binh
Bài chính: Nạn kiêu binh
Sự kiện này xảy ra vào tháng 10 năm Nhâm Dần (1782), nghĩa là đúng một tháng sau khi chúa Trịnh Sâm mất, và cũng đúng một tháng sau khi Trịnh Cán được đưa lên ngôi chúa.
Lính kiêu binh ủng hộ Trịnh Tông cùng nhau mưu đảo chính lật đổ Trịnh Cán để lập Trịnh Tông. Theo Lê quý dật sử, họ ngầm liên hệ với mẹ Trịnh Sâm xin ý chỉ, bên ngoài dựa vào sự chi viện của Phan quận công (Nguyễn Phan), và nhờ tiến triều Nguyễn Nhưng làm bài (hịch) khích lệ quân lính.
Khi quân Tam phủ nổi dậy, quận Huy ra chống cự nhưng không nổi, bị kiêu binh giết chết. Lính Tam phủ rước Trịnh Khải lên nối nghiệp chúa. Các đình thần im lặng không dám chống cự.
Hôm việc biến xảy ra, Đặng Thị Huệ khiếp sợ quá, phải thay đổi quần áo, nấp ở hậu cung. Riêng chúa Trịnh Cán, được Quận Diễm bế đi lánh nạn. Đến đêm, bà nội Trịnh Cán (bà Sét - mẹ Trịnh Sâm) sai người tìm rước cháu về. Hôm sau, Trịnh Cán bị giáng xuống làm Cung quốc công, rồi hơn tháng sau thì bị bệnh qua đời.

### Bị giam và qua đời
Và quãng đời cuối của Đặng Thị Huệ, khi bà đã không còn gì sau cuộc tranh giành quyền lực, được sách Hoàng Lê nhất thống chí chép như sau:
Khi chúa nhỏ bị bỏ, Thái phi Dương Thị Ngọc Hoan liền sai người bắt Tuyên phi hài tội, rồi buộc bà phải lạy tạ. Tuyên phi không chịu lạy, Thái phi bèn sai hai thị nữ đứng kèm hai bên, níu tóc Tuyên phi rập đầu xuống đất, nhưng bà vẫn nhất định không chịu lạy, mà cũng không nói nửa lời. Thái phi giận quá, đánh đập một hồi, nhổ nước bọt vào đầu vào mặt, rồi đem giam vào nhà Hộ Tăng ở vườn sau. Tại đây, Đặng Thị Huệ bị làm tình làm tội cực kỳ khổ sở. Một bữa, bà trốn ra khỏi cửa Tuyên Vũ, chạy đến bến đò phố Khách thì bị quân lính đuổi kịp...
Sau một thời gian giam giữ ngặt, Thị Huệ được cho làm cung tần nội thị, vào Thanh Hóa hầu hạ lăng tẩm chúa Trịnh Sâm. Ở đây, bà ngày đêm gào khóc xin được chết theo chồng. Đến ngày giỗ của chúa Trịnh Sâm, Tuyên phi uống thuộc độc mà chết, được táng cách Vọng lăng (lăng Trịnh Sâm) một dặm.

## Trong văn học nghệ thuật
Tuyên phi họ Đặng trở thành đề tài cảm hứng trong nhiều tác phẩm văn học, điện ảnh. Hình tượng của bà gắn liền với mô tả hồng nhan họa thủy, hay thuật ngữ sân khấu – nghệ thuật phương Tây gọi là femme fatale.
Một số tác phẩm mô tả cuộc đời bà:
- Hoàng Lê nhất thống chí – nhóm Ngô gia văn phái.
- Bà Chúa Chè – Nguyễn Triệu Luật.
- Đêm hội Long Trì – Nguyễn Huy Tưởng. Truyện này đã được dựng thành phim do diễn viên Lê Vân đóng vai Đặng Thị Huệ.
- Tuyên phi Đặng Thị Huệ - Ngô Văn Phú.
- Người đàn bà có khuôn mặt trăng rằm - Hoàng Tiến.